# Oost Gelre
Oost Gelre é um município dos Países Baixos, situado na província da Guéldria. Tem 110,44 km² de área e sua população em 2020 foi estimada em 29.644 habitantes.